# 파가니 존다
파가니 존다(이탈리아어: Pagani Zonda)는 파가니 오토모빌리에서 1999년에서 2019년까지 생산했던 스포츠카이다. 1999년 제네바 모터쇼에서 데뷔하였으며 2018년까지 총 140대를 생산하였다. 2도어 쿠페와 로드스터 버전이 모두 생산되었으며, 새로운 버전은 barchetta이다. 구조는 주로 탄소 섬유이다.
존다는 원래 포뮬러 원 챔피언인 후안 마누엘 판지오의 이름을 따서 "Fangio F1"으로 명명되었지만 1995년 사망 후 아르헨티나 상공의 뜨거운 기류에 대한 지역 용어인 존다 바람으로 이름이 변경되었다.

## 변형 차종

### 존다 C12

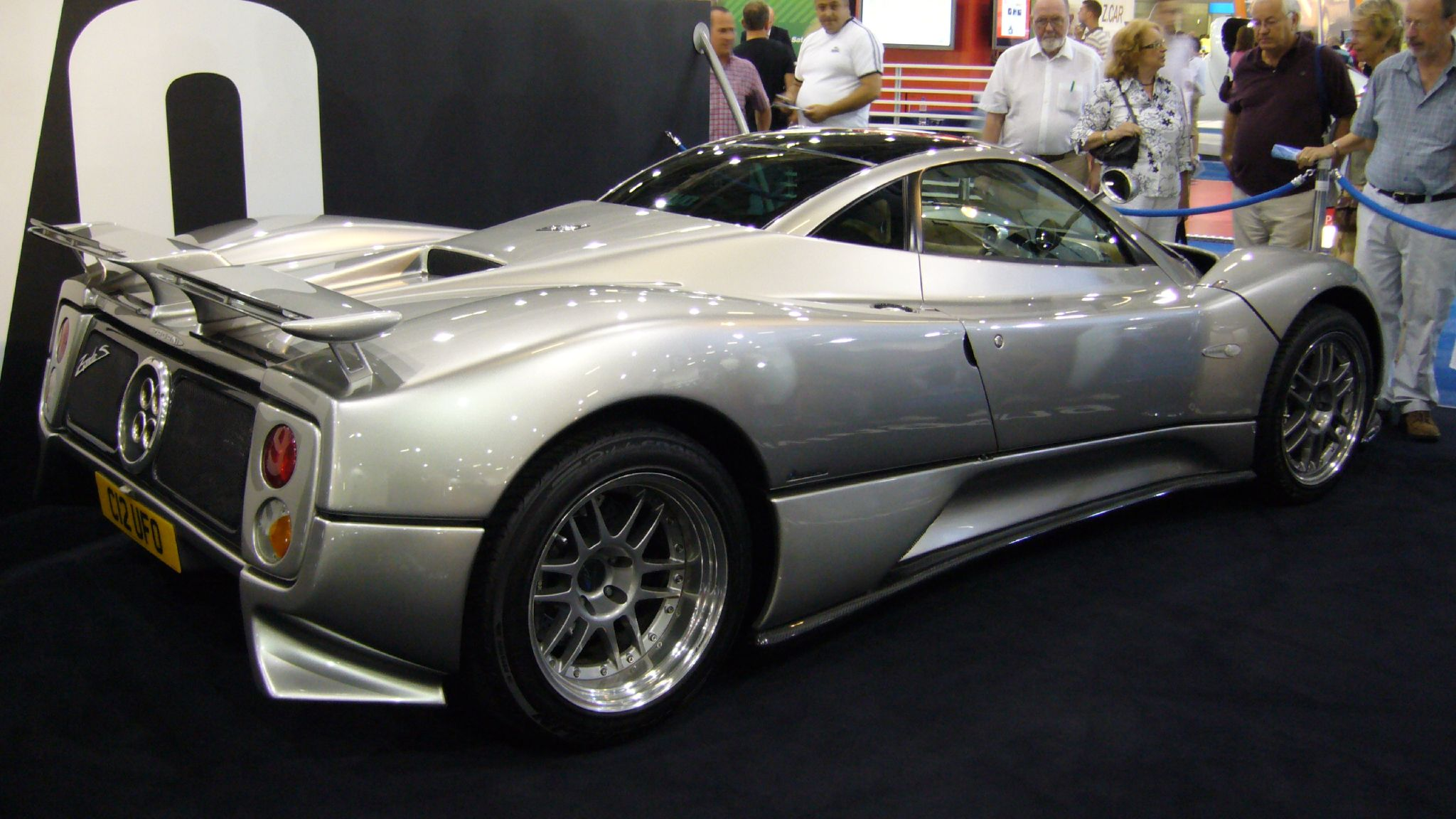
존다 C12의 후면

존다 C12는 1999년 제네바 모터 쇼에서 데뷔하였으며, 5,200rpm 및 570–640 N·m (420–472 lb·ft)에서 400 PS (294 kW; 395 hp) 또는 450 PS (331 kW; 444 hp)의 출력을 제공하는 6.0 L (366 cu in) 메르세데스-벤츠 M120 V12 엔진으로 구동된다. 5단 수동 변속기에 결합된 4,200rpm에서 N⋅m (406–472lb⋅ft)의 토크를 출력한다.
C12는 4.0초만에 97km/h (60mph)까지 가속할 수 있으며 9.2초만에 161km/h (100mph)까지 가속할 수 있다. 6.0L 엔진으로 제작된 자동차는 5대뿐이지만 C12 S가 출시 된 2002년에도 C12는 여전히 사용 가능했다. 한 대는 충돌 테스트 및 승인에 사용되었으며 다른 한 대는 시연 및 쇼카였다. 섀시 번호가 001인 충돌 테스트 및 승인 차량은 파가니가 최근 수립한 복원 프로그램인 "Pagani Rinascimento"에 의해 복원되었으며 파가니 존다의 생산 20주년을 맞아 2019년 제네바 모터쇼에서 공개되었다.

### 존다 C12-S

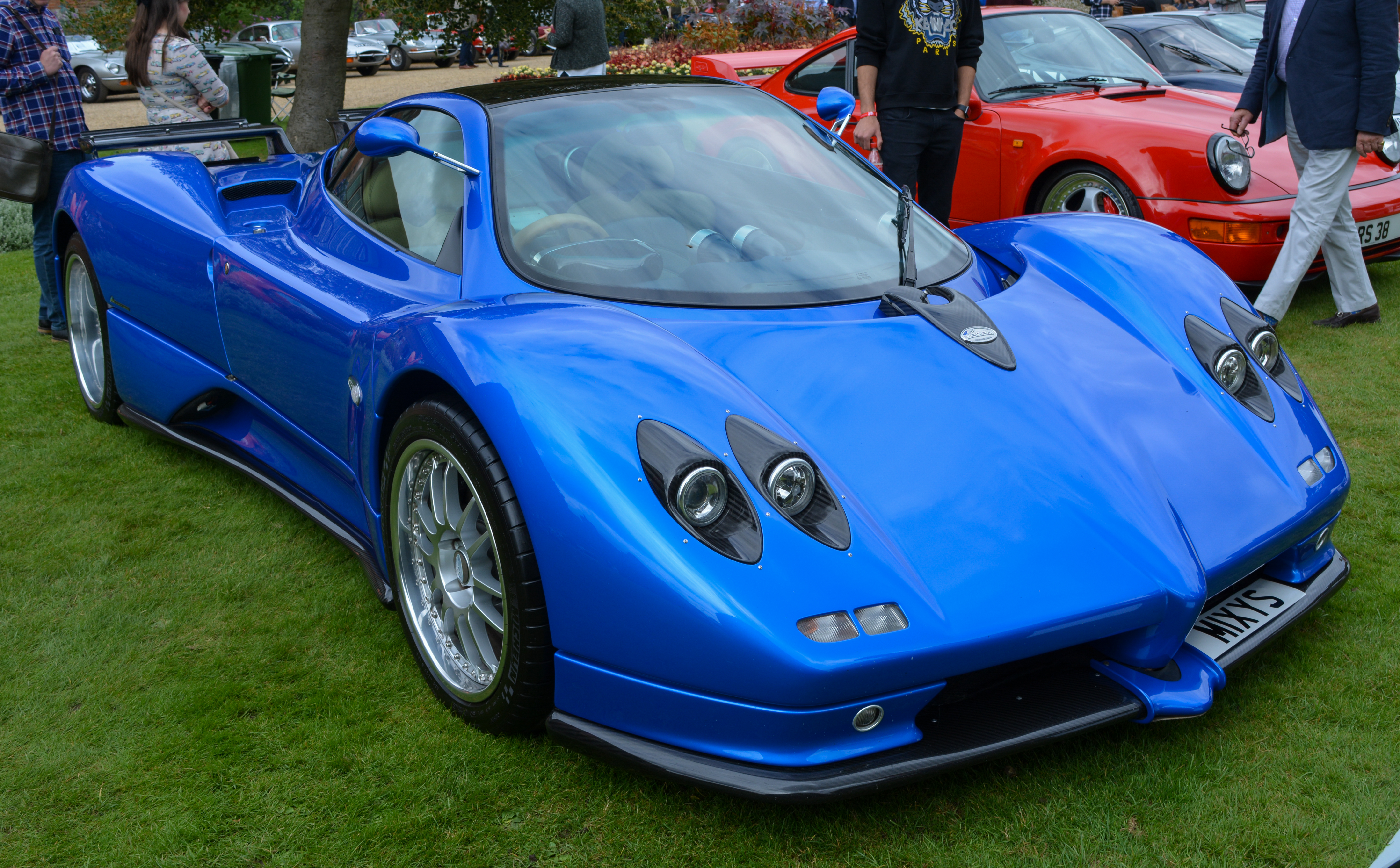
존다 S 7.3

존다 S는 C12에 사용된 V12 엔진의 수정 버전을 7.0 L (427 cu in)로 확대되었다. 메르세데스-AMG에 의해 튜닝된 이 엔진은 550 PS (405 kW; 542 hp)의 출력을 제공하며 엔진에서 생성되는 고출력을 처리하기 위해 새롭게 개발된 6단 수동 변속기와 결합된다.
C12-S는 3.7초만에 100 km/h (62 mph)까지, 7.0초만에 161 km/h (100 mph)까지 가속할 수 있다. 스키드 패드의 횡 방향 가속은 1.18g (11.6m / s²)이고, C12 S는 최고 속도 208 mph (335 km/h)에 도달할 수 있다.

### 존다 S 7.3

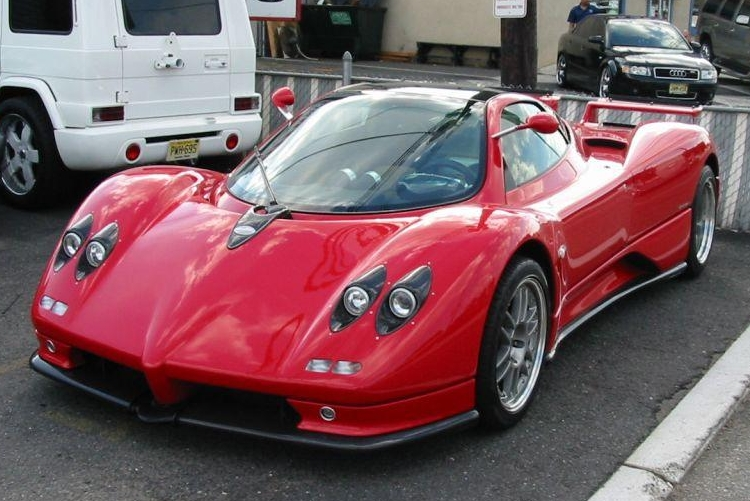
존다 S 7.3

2002년에 공개되었다. 555PS(547hp; 408hp)의 출력을 가진 메르세데스-AMG에서 설계 및 제조한 배기량 7,291 cc (7.3 L; 444.9 cu in)의 새롭고 더 큰 자연 흡기 V12 엔진을 사용했으며 5,900rpm에서 750 N·m (553 lb·ft)의 토크는 4,050rpm이다. 출력을 더 잘 처리하기 위해 트랙션 컨트롤 시스템과 ABS가 표준으로 만들어졌으며 성능 주장은 존다 C12-S에서 변경되지 않았다.

#### 존다 로드스터

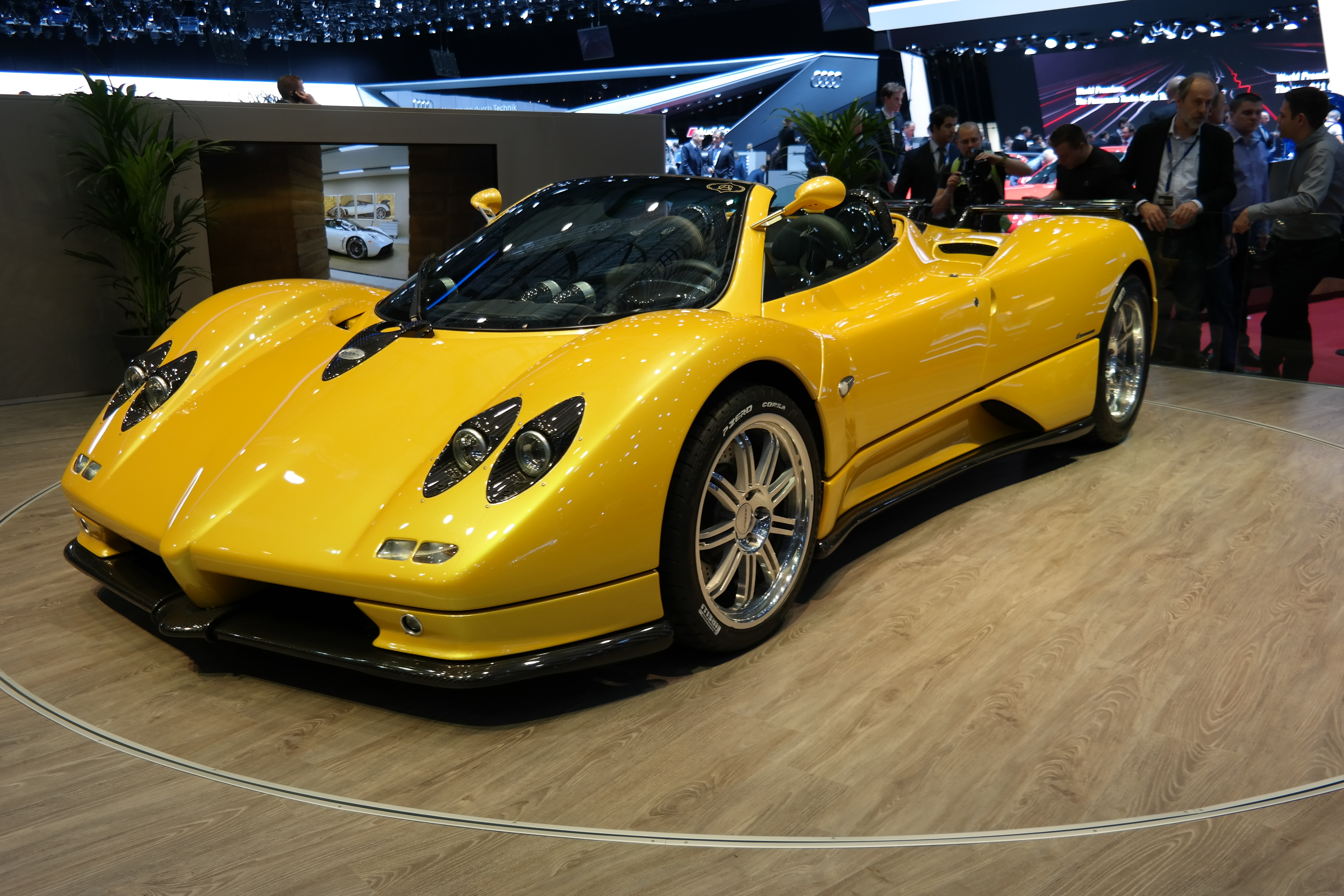
존다 S 7.3 로드스터

파가니에서 2003년에 출시된 로드스터 모델이다. 쿠페와 동일한 구성 요소를 탑재한 파가니는 성능 저하가 없을 것이라고 약속했으며, 이는 30 kg (66 lb)의 최소 중량 증가로 뒷받침된다. 생산 대수는 총 40대이다.

### 존다 F

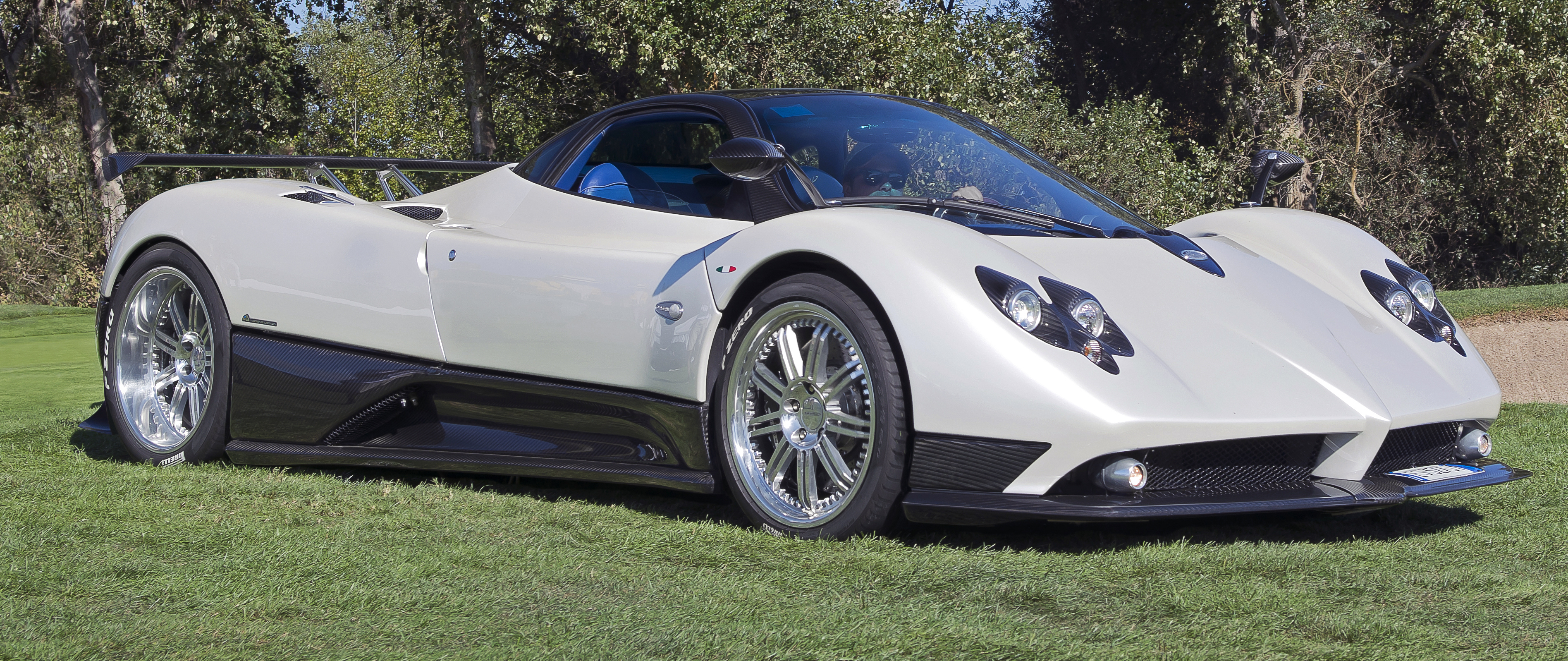
존다 F

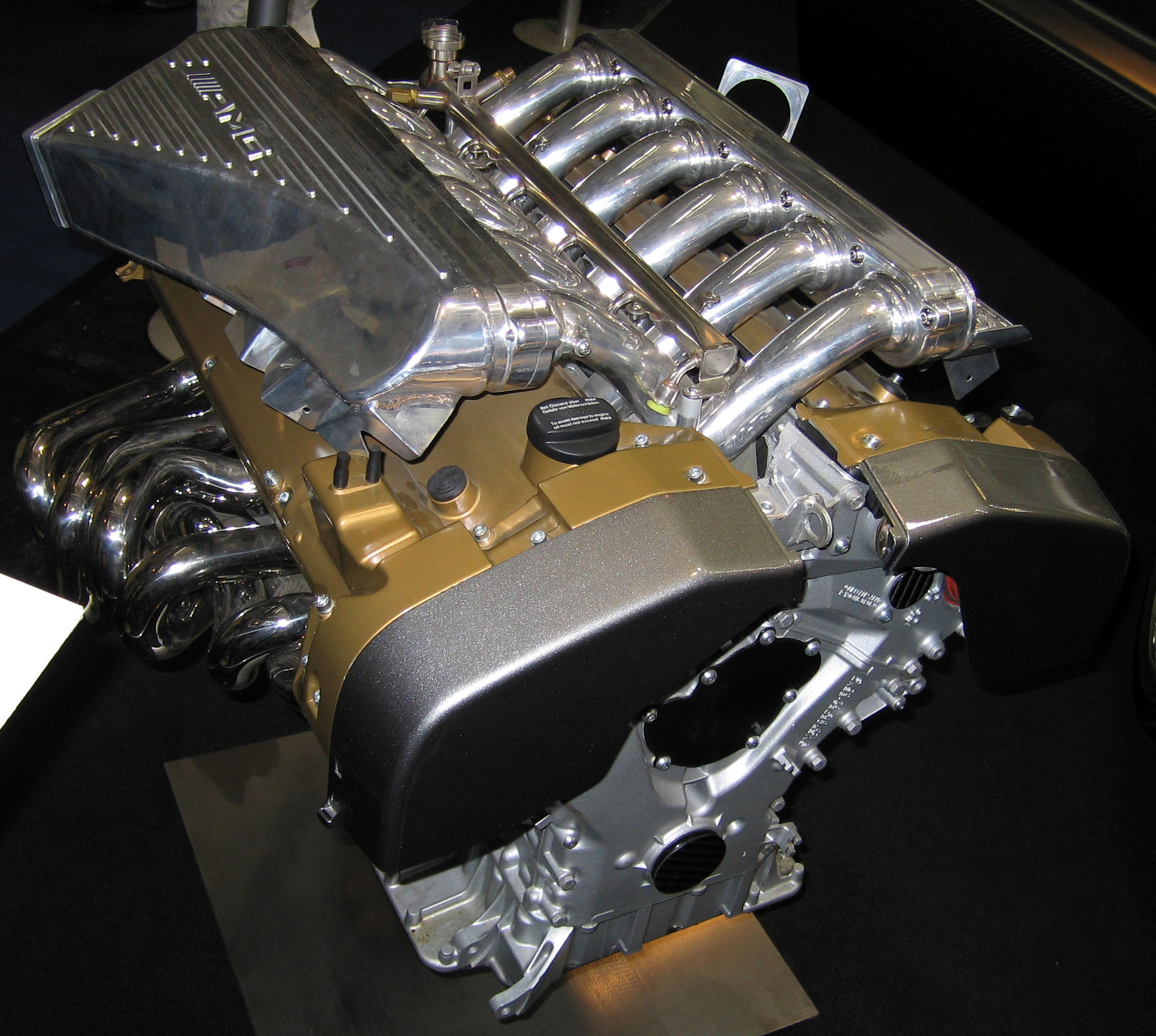
엔진

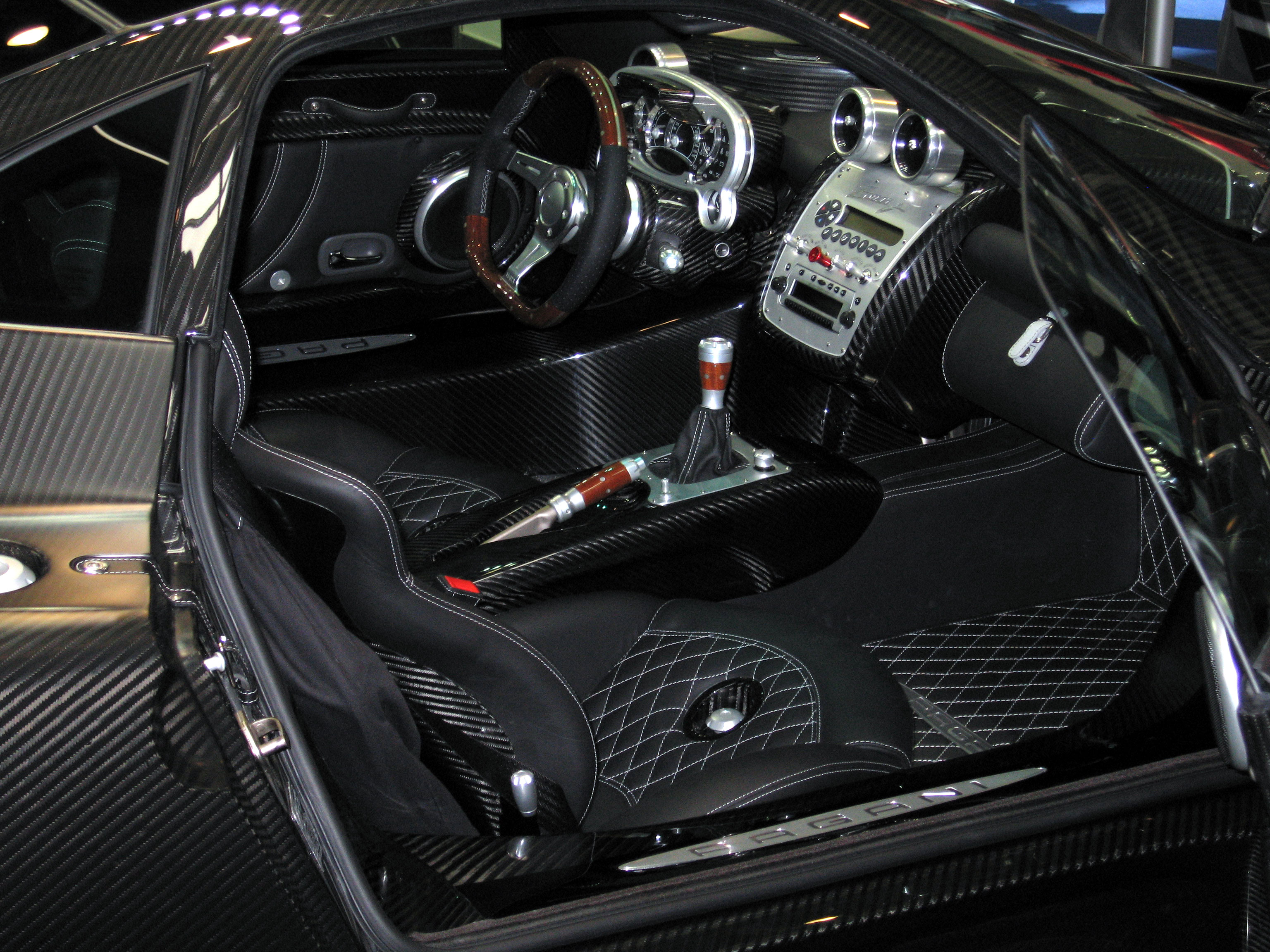
파가니 존다 F의 내부

존다 F(또는 존다 판지오 - 포물러 원 드라이버인 후안 마누엘 판지오의 이름을 따서 명명)는 2005년 제네바 모터쇼에서 데뷔했다.

#### 존다 로드스터 F

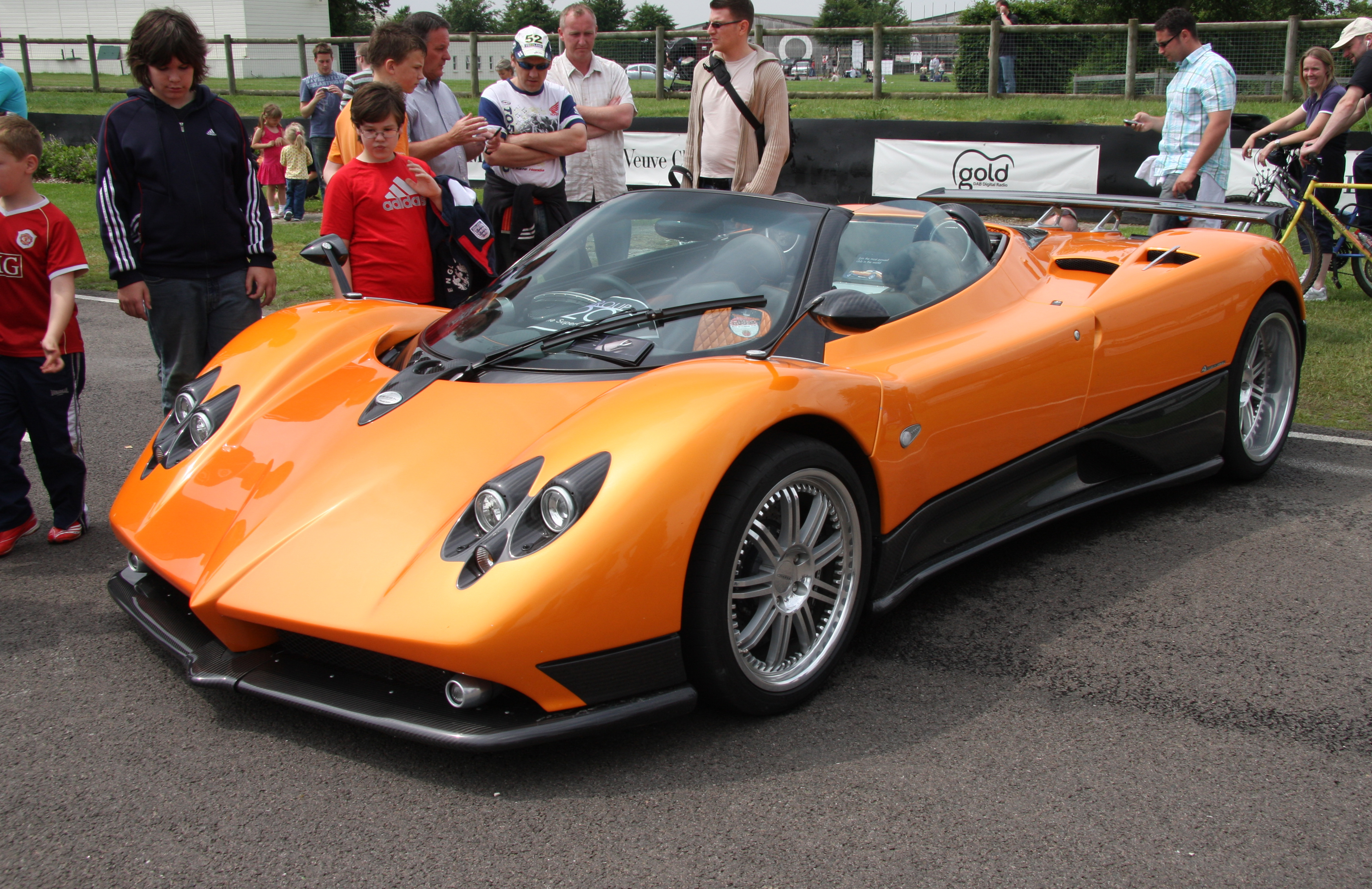
존다 로드스터 F

존다 F는 2006년 제네바 모터쇼에서 데뷔하였다. 외관상 로드스터는 쿠페와 비슷하지만 탄소 섬유 지붕과 캔버스 사이드 커튼을 탈착할 수 있어 쿠페보다 5 kg (11 lb) 더 가볍다. 엔진 출력은 650 PS (478 kW; 641 hp) 및 780 N·m (575 lb·ft)의 토크로 증가하였다. 생산 대수는 25대이다.

### 존다 R
2007년에 파가니는 제네바 모터쇼에서 파가니 존다의 트랙 중심 버전인 존다 R을 선보였다.

### 존다 친퀘

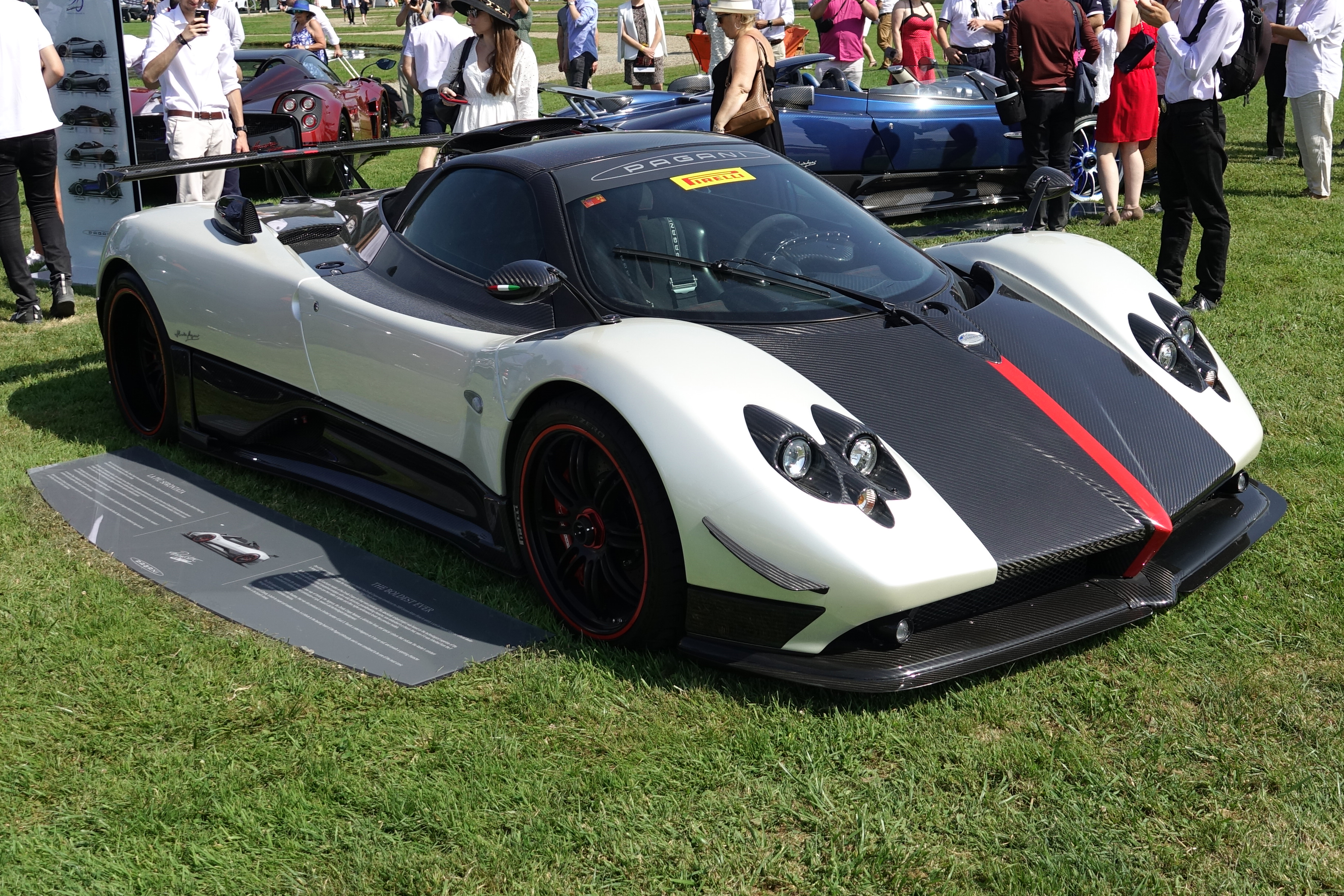
존다 친퀘

이탈리아어로 '5'를 의미하는 존다 친퀘는 존다 R의 공도 버전인 존다의 마지막 버전이 될 예정이었다. 단 5대가 제작되었기 때문에 이름이 붙여졌으며 배송은 2009년 6월로 설정되었다. 이 차는 홍콩의 파가니 딜러 SPS의 요청에 의하여 만들어졌다.
다른 변형 모델과의 차이점은 새로운 6단 자동 수동 기어박스로, 변속 시간이 100밀리초 미만으로 단축되어 0~100 km/h (62 mph)의 가속 시간이 3.4초로 단축되었다. 기어박스에는 다양한 주행 조건에 맞게 기어박스를 최적화하는 컴포트, 스포트 및 레이스의 세 가지 주행 모드가 있다. 또한 강도와 강성을 높이기 위해 직조에 티타늄을 포함하는 "카보-티타늄"이라는 탄소 섬유의 수정된 형태를 가졌다. 서스펜션은 마그네슘과 티타늄 부품을 사용했으며 7.3리터 엔진의 출력과 토크는 678 PS (499 kW; 669 hp) 및 780 N·m (575 lb·ft)로 증가하였다. 더 긴 프론트 스플리터, 새로운 사이드 스커트, 리어 디퓨저, 범퍼 카나드, 더 평평한 밑면과 루프 장착 공기 흡입구를 포함하는 수정된 차체를 통해 최대 750 kg (1,653 lb)의 다운포스를 생성할 수 있었으며 최고 속도는 355 km/h (221 mph)이다.

#### 존다 로드스터 친퀘

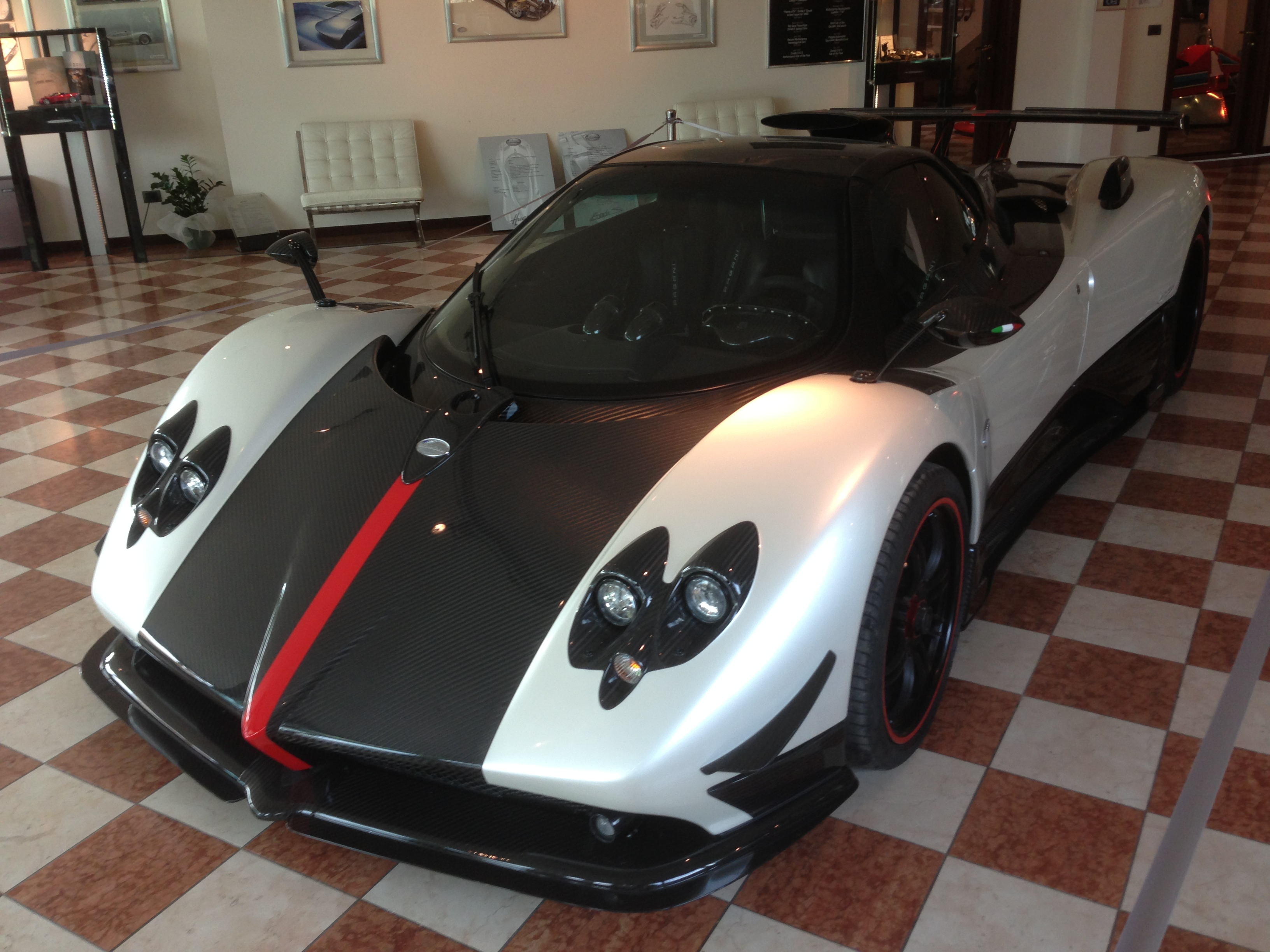
존다 로드스터 친퀘

존다 로드스터 친퀘는 쿠페 모델과 사양이 동일하며 생산대수는 총 5대이다.

#### 존다 트리콜로레

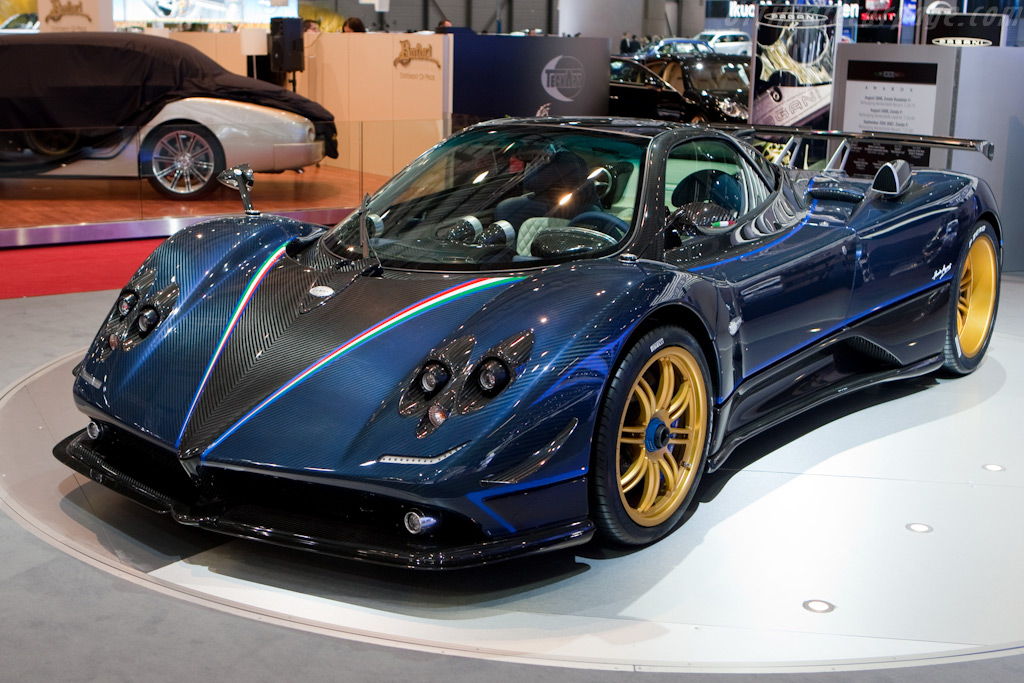
존다 트리콜로레

존다 트리콜로레는 총 3대가 생산되기 전에 원래 단품으로 구상되었으며 이탈리아 공군의 곡예비행팀인 트리콜로레를 기리기 위해 제작되었다.

### 존다 레볼루션
2012년에 파가니는 굿우드 페스티벌 오브 스피드에서 파가니 존다 R의 진화형인 존다 레볼루션을 소개하였다.

### 존다 HP 바르게타

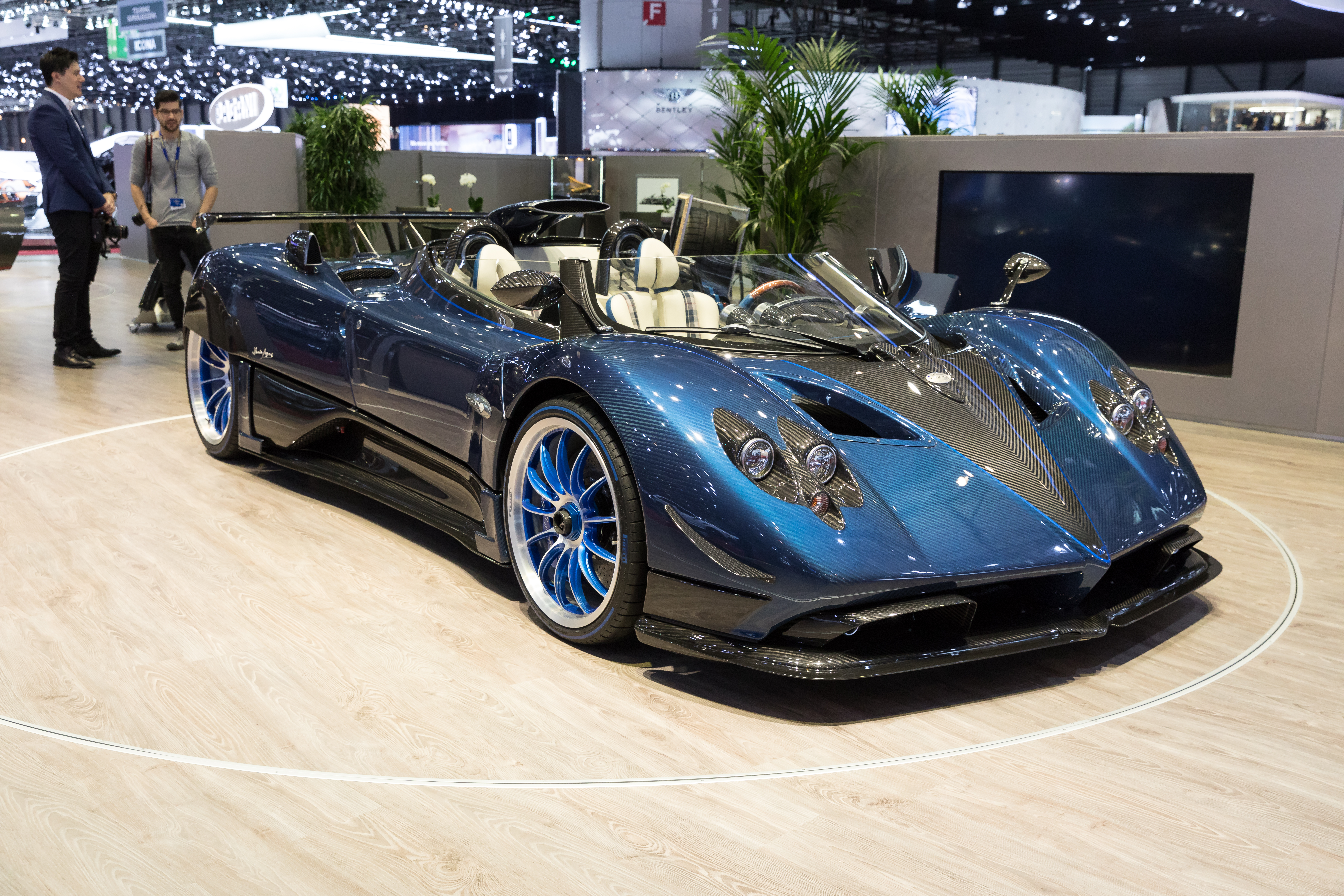
존다 HP 바르게타

존다 HP 바르게타는 2017 페블 비치 콩쿠르 델레강스에서 파가니의 창업주인 호라치오 파가니의 60세 생신 선물과 존다 시리즈의 18주년 기념 모델로 공개되었다. 그룹 C 경주용 자동차에서 영감을 받은 바체타 바디 스타일과 리어 휠 커버가 가장 눈에 띄는 특징으로 생산된 다른 모델과 차별화되는 독특한 외부 디자인 단서가 있어 이 스타일을 사용한 최초의 파가니가 되었다.

## 원-오프 에디션

### 존다 몬자
2004년 파리 모터쇼에서 처음 선보였으며 미국 딜러들을 위해 제작된 트랙 데이 버전이다. 존다 GR 레이스카에서 디자인 신호를 차용한 몬자는 600PS(441kW, 592hp)로 조정된 Zonda S 7.3 엔진의 건식 섬프 버전을 특징으로 하며 냉각 기능을 개선했다. 대형 리어 윙과 프론트 디퓨저를 포함한 수정된 공기역학은 더 빠른 속도를 허용하고 직선 절단 기어박스는 최적화된 기어링을 제공한다. 전비중량이 더 가벼웠고 중앙 잠금 스피드라인 휠과 함께 소음이 없는 레이싱 배기 시스템과 함께 Lexan 사이드 윈도우가 장착되었다. 수정된 인테리어에는 다양한 페달, 스티어링 휠 및 시트와 강화된 롤 케이지가 포함되어 있다. 더 큰 브레이크와 더 단단한 서스펜션도 성능을 향상시킨다. 마지막으로 안전을 위해 외부 소화기가 포함되어 있다.

### 존다 우노

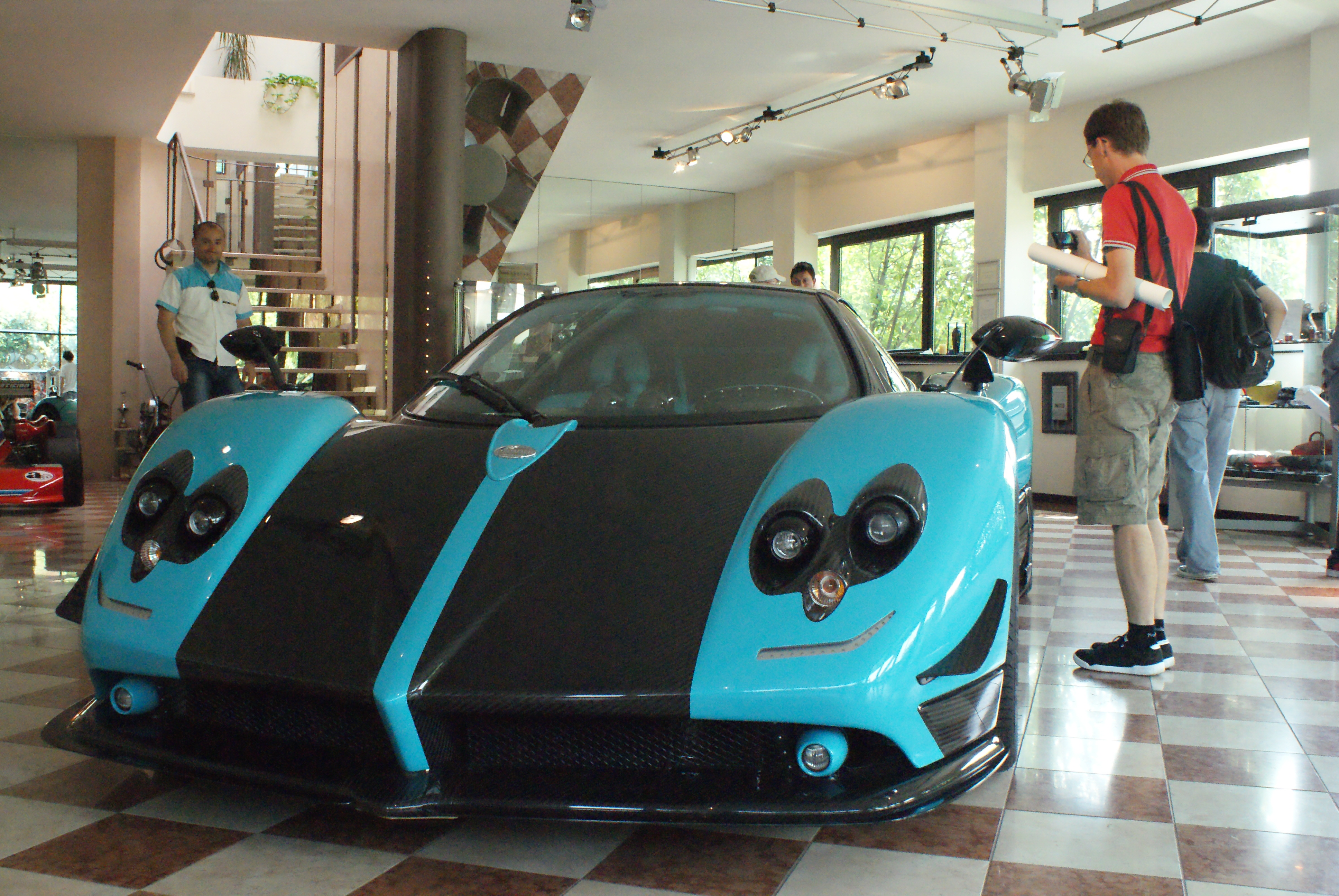
존다 우노

청록색 자동차 컬렉션으로 유명한 카타르 왕실의 Al-Thani 구성원을 위해 제작된 특별한 원-오프 모델이다. 차량 사양은 새로운 탄소-티타늄 섀시가 장착된 친퀘와 디자인이 유사하다. 또한 트리콜로레와 같이 자동차 전면에 LED가 있다. 이 차량의 독특한 점은 어두워진 후미등과 후면 배기 장치이다. 4개의 파이프는 표준보다 짧다. 또한 청록색 휠 스트라이프가 있는 블랙 휠과 듀얼 톤 디퓨저는 배기 시스템 유닛과 같은 수많은 블랙 액센트와 함께 눈길을 사로잡는다.

## 레이싱

### 존다 GR
2002년 12월에 생산을 시작하였다. 아메리칸 바이퍼레이싱의 소유주인 톰 위카트, 카스포츠 홀랜드의 소유주인 토니 헤즈만스, GLPK 레이싱의 소유주인 폴 쿰펜은 새로운 회사인 카스포트 존다를 통합하여 레이싱 버전을 개발했다. 그들은 호라치오 파가니로부터 존다의 레이싱 버전을 개발, 제작 및 판매할 독점권을 확보했으며 첫 GR은 모데나에 있는 카스포트의 시설에서 몇 달 안에 완료되었다.

## 비디오 게임에서의 등장
- 그란 투리스모 6
- 아스팔트 8: 에어본
- 아스팔트 니트로
- 포르자 호라이즌 4

## 서적
"Pagani, the Story of a Dream". Roberto Morelli, Hugo Racca, 2010. ISBN 978-88-905083-1-8